# Dar Chioukh
Dar Chioukh est une commune de la wilaya de Djelfa en Algérie.